# Abhijit Banerjee
Abhijit Vinayak Banerjee (tiếng Bengal: অভিজিৎ বিনায়ক বন্দ্যোপাধ্যায়; sinh năm 1961) là một nhà kinh tế người Mỹ gốc Ấn Độ có gốc người Bengal. Banerjee đã đồng nhận giải thưởng tưởng niệm Nobel năm 2019 về khoa học kinh tế với vợ Esther Duflo và Michael Kremer, "vì cách tiếp cận thử nghiệm của họ để giảm nghèo toàn cầu." Ông là giáo sư kinh tế quốc tế của Quỹ Ford tại Viện công nghệ Massachusetts.
Banerjee là đồng sáng lập của Phòng thí nghiệm Hành động Nghèo khổ Abdul Latif Jameel (cùng với các nhà kinh tế Esther Duflo và Sendhil Mullainathan). Ông là một chi nhánh nghiên cứu của Đổi mới cho hành động vì nghèo, và là thành viên của Hiệp hội về hệ thống tài chính và nghèo đói.

## Đầu đời
Banerjee được sinh ra ở Mumbai, Ấn Độ, mẹ là Nirmala Banerjee (nhũ danh Patankar), một người Marathi Hindu và là giáo sư kinh tế học tại Trung tâm nghiên cứu khoa học xã hội, Calcutta, và Dipak Banerjee, một giáo sư Hindu Bengal và là người đứng đầu Khoa Kinh tế tại Presidency College, Calcutta.
Anh học ở trường South Point High School, một tổ chức giáo dục nổi tiếng ở Kolkata. Sau khi đi học, anh ấy đã được nhận vào Đại học Calcutta tại Presidency College, Kolkata nơi anh đã hoàn thành bằng cử nhân kinh tế của mình vào năm 1981. Sau đó, anh ấy đã hoàn thành bằng thạc sĩ kinh tế tại Đại học Jawaharlal Nehru, Delhi năm 1983. Trong những ngày ở JNU, anh ta đã bị bắt và bỏ tù tại Tihar Jail trong một cuộc phản kháng sau khi các sinh viên 'gherao' Phó hiệu trưởng PN Srivastava của JNU. Anh được tại ngoại và các khoản phí đã được giảm xuống đối với các sinh viên. Sau đó, anh tiếp tục lấy bằng tiến sĩ. về Kinh tế tại Đại học Harvard năm 1988. Chủ đề của luận án tiến sĩ của ông là "Tiểu luận về Kinh tế Thông tin".